# Cifra kölönte
A cifra kölönte (Cottus poecilopus) a sugarasúszójú halak (Actinopterygii) osztályának skorpióhal-alakúak (Scorpaeniformes) rendjébe, ezen belül a kölöntefélék (Cottidae) családjába tartozó faj.
Kis méretű gazdasági jelentőséggel nem bíró faj, mely nagy kiterjedésű területen Észak- és Közép- Európától Szibérián át egészen az Amur vízrendszeréig megtalálható. Magyarországon nagyon ritka és védett gyakorlatilag csak a Tisza vízrendszerében, az esetleg lesodródott példányaival lehet találkozni.

## Előfordulása
A cifra kölönte elterjedési területe Skandinávia, Északnyugat-Oroszország, Szibéria és Közép-Európa északi része. A Kárpát-medence keleti és északi részein számos hegyi vízfolyásban megtalálható így a Fekete-Tisza, a Fehér-Tisza, a Visó, az Iza, a Szaplonca, a Sajó, a Hernád és az Ipoly, folyókban, azonban Magyarország jelenlegi területén lévő folyóvizekben előfordulása nagyon ritka.

### Hasonló fajok
Közeli rokonához a botos kölöntéhez, hasonlít a legjobban, de annak oldalvonala megszakítás nélkül tart a farokúszó tövéig, míg a cifra kölöntének ez megszakad az oldalvonala mentén. A két kölöntefaj egyébként együttesen ritkán fordul elő azonos folyószakaszon így ez is segíthet a megkülönböztetésükben. Hasonló lehet hozzá még a különféle gébek népes tábora, de a cifra kölönte teste csupasz ezért a gébeket fedő jellegzetes pikkelyeik és a különböző formájú hasúszóik alapján viszonylag könnyen meg lehet különböztetni őket.

### Azonosítása határozóképlettel
A halak közeli rokon fajainak azonosításához nagy segítséget jelenthet az adott hal morfológiai tulajdonságainak pontos vizsgálata. Az alábbi táblázat a cifra kölönte, a botos kölönte és a folyami géb határozóképletét tartalmazza.
| Tudományos név        | Magyar név    | pikkelyképlet | garatfogképlet | úszósugár hátúszó     | úszósugár farokalatti |
| --------------------- | ------------- | ------------- | -------------- | --------------------- | --------------------- |
| Cottus poecilopus     | Cifra kölönte | -             | -              | D1:VIII-X, D2:17-20   | 13-15                 |
| Cottus gobio          | Botos kölönte | -             | -              | D1:VI-IX, D2:15-18    | 10-13                 |
| Neogobius fluviatilis | Folyami géb   | 58-65         | -              | D1:VI-VII, D2:I/15-18 | I/13-15               |

## Megjelenése
Hengeres a teste mely két oldalról lapított farokban végződik. Testhossza általában 7–9 centiméter, legfeljebb 12,5 centiméter. Nagy feje feltűnően széles és lapos. Széles csúcsba nyíló száját húsos ajkak keretezik és az állkapcsait apró fogak borítják. Szájszöglete nem éri el a szem vonalát és a testén nincsenek pikkelyek. Kopoltyúfedőin nagyon erős, hajlott tüske van. Az oldalvonal a test középvonala felett húzódik, és csak körülbelül a második hátúszó közepe alá ér; 20-25 apró csontpikkely borítja. A hasúszók vége eléri a végbélnyílást és gyakran azon is túlér. Színe sötét tónusú foltokkal tarkított olívzöld vagy barnásszürke és a hasa sárgásfehér. Az első hátúszó szegélye narancssárgás, mely különösen ívás idején lesz jól látható. A hasúszót keskeny harántsávok díszítik. A farokúszó tövénél gyakran sötét folt látható.
Petényi Salamon János olyan példányokat is talált, amelyeknek narancssárga, zöldessárga, vagy barnássárga hasúszóik voltak. Johann Jakob Heckel szerint az eltérő színeket valószínűleg a környezet színéhez történő jó alkalmazkodóképessége eredményezte.

## Életmódja
A cifra kölönte homokos vagy kavicsos talajú, tiszta, oxigéndús vizeket kedveli, oxigénigénye 8 mg/l. Igazi élőhelye a hegyi patakok és folyók pisztrángzónájában van. A felmelegedést nem bírja, ezért a 24 Celsius-foknál melegebb vizekben elpusztul. A kövek között és a görgeteg alatt rejtőzködő fenékhal. Tápláléka fenéklakók, főként bolharákok, halikra és ivadék.

## Szaporodása
Február és április között ívik. A hím őrzi és gondozza az ikrákat.

## Cifra kölönte galéria
|  |  |